# Cysticercus

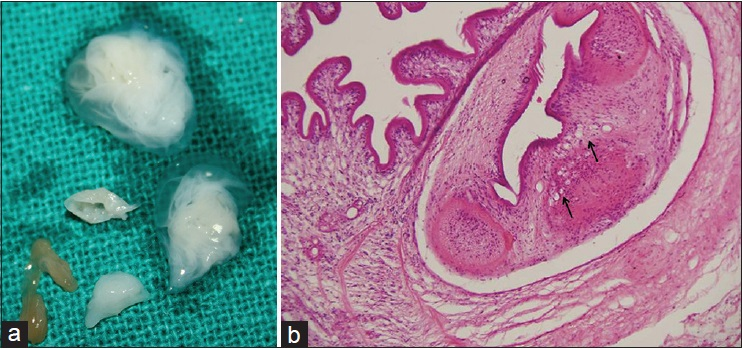
Schweinefinne, makroskopische und mikroskopische Ansicht

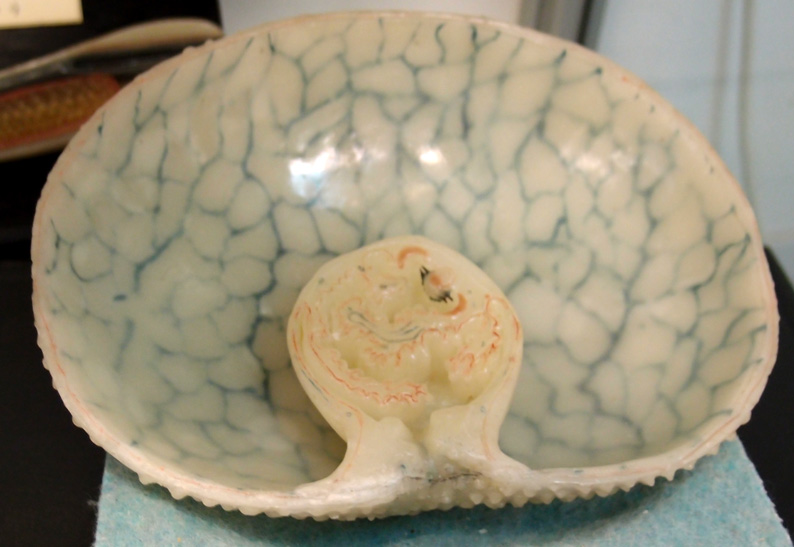
Historisches Wachsmodell von Cysticercus, Rudolf Weisker, Zoologische Sammlung Rostock

Als Cysticercus (Zystizerkus, „Blasenwurm“) bezeichnet man ein Finnenstadium der Echten Bandwürmer, der insbesondere bei den Cyclophyllidea auftritt. Es handelt sich um eine dünnwandige, flüssigkeitsgefüllte Blase, in die sich der Kopf (Scolex) mit einer Halszone des zukünftigen Bandwurms von der Wand her ins Innere einstülpt. Die Zysten können bis walnussgroß sein und enthalten nur eine einzelne Bandwurmanlage. 
Zystizerken treten in Zwischenwirten auf und lagern sich in verschiedenste Gewebe ein (Zystizerkose). Sie werden mit der Nahrung aufgenommen und entwickeln sich im Endwirt zum eigentlichen Bandwurm.

## Arten
| Finne                                        | Zwischenwirt                                      | adulter Bandwurm    |
| -------------------------------------------- | ------------------------------------------------- | ------------------- |
| Cysticercus bovis oder inermis (Rinderfinne) | Rind                                              | Rinderbandwurm      |
| Cysticercus cellulosus (Schweinefinne)       | Schwein                                           | Schweinebandwurm    |
| Cysticercus cervi                            | Reh                                               | Taenia cervi        |
| Cysticercus fasciolaris                      | Nagetiere                                         | Taenia taeniaformis |
| Cysticercus longicollis                      | Nagetiere, Hasenartige                            | Taenia crassiceps   |
| Cysticercus ovis                             | Schaf                                             | Taenia ovis         |
| Cysticercus pisiformis                       | Hasenartige, Nagetiere, Eichhörnchen, Chinchillas | Taenia pisiformis   |
| Cysticercus tarandi                          | Rentier, Hirsche                                  | Taenia krabbei      |
| Cysticercus tenuicollis                      | Wiederkäuer, Schwein, Nagetiere                   | Taenia hydatigena   |

Cysticercus racemosus ist eine Sonderform der Rinder- oder Schweinefinne, die sich bei Einnistung in die Hirnventrikel entwickelt. Sie kann bis zu 20 cm groß werden und besitzen keine bindegewebige Hülle.